# レモ・マイヤー
レモ・マイヤー（Rémo Meyer, 1980年11月12日 - ）は、スイス・ベルン州ランゲンタール出身の元同国代表サッカー選手、サッカー指導者。ポジションはディフェンダー。

## 経歴
当時スイス・スーパーリーグ1部所属のFCルツェルンでプロデビュー。2000年に同リーグのFCローザンヌ＝スポールへ移籍。同クラブでは97試合に出場、レギュラーとしての活躍が認められ、2002年に当時ドイツ・ブンデスリーガ1部に属していたTSV1860ミュンヘンへ移籍。同リーグで42試合に出場。2004年にはドイツ2部への降格を経験するものの、同クラブに残留。1部復帰を目指すが、目標は達成できず。2部では44試合に出場する。元々は右サイド、及び守備的ミッドフィールダーであったが、1860ミュンヘン在籍中に2部へ降格した後は主にセンターバック及び右サイドバックとしてプレーしている。
国際舞台での出場の場を求めて2006年夏にオーストリア・ブンデスリーガ1部に属する強豪レッドブル・ザルツブルクへ移籍。リーグ優勝などを経験する。
2014-15シーズンより2.リーガ・インターレギオナル（スイス5部）に所属するFCホッホドルフの選手兼任監督に就任することが発表された。
2017年6月1日にFCルツェルンのスポーツディレクターに就任した。
2002年にはU-21スイス代表の一員としてU-21欧州選手権で準決勝に進出している。また同年にスイスA代表でのデビューも果たしている。

## タイトル
RBザルツブルク
- オーストリア・ブンデスリーガ : 2006-07, 2008-09